# Saint-Paterne - Le Chevain
Saint-Paterne - Le Chevain is een gemeente in het Franse departement Sarthe (regio Pays de la Loire). De plaats maakt deel uit van het arrondissement Mamers. Saint-Paterne - Le Chevain is op 1 januari 2017 ontstaan door de fusie van de gemeenten Saint-Paterne en Le Chevain. De gemeente telde 2.090 inwoners op 1 januari 2022.

## Geografie
De oppervlakte van Saint-Paterne - Le Chevain bedroeg op 1 januari 2022 12,93 vierkante kilometer; de bevolkingsdichtheid was toen 161,6 inwoners per km².

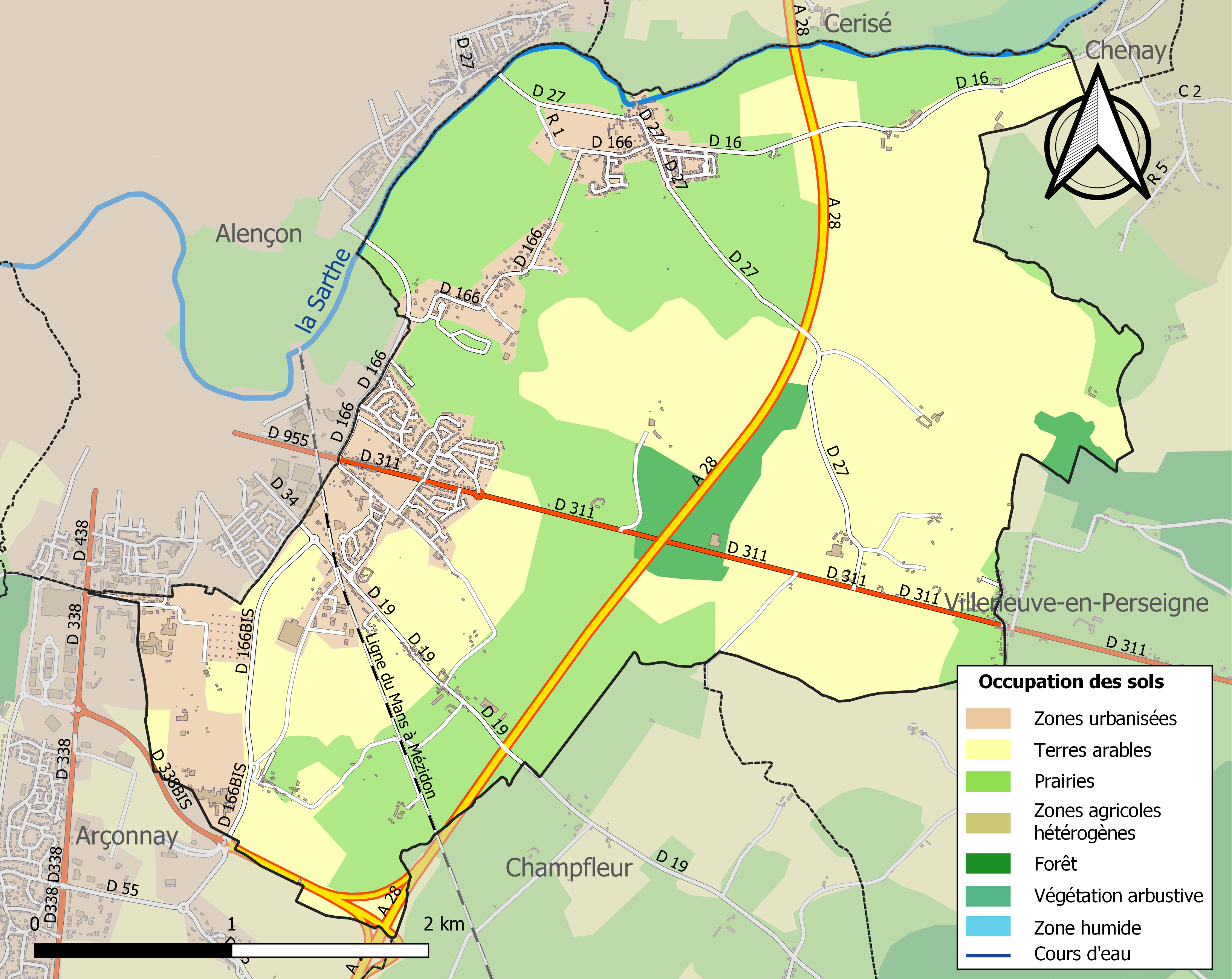
Kaart van de gemeente met de belangrijkste infrastructuur, bodemgebruik en omliggende gemeenten